# Turowski Młyn
Turowski Młyn – osada w Polsce, w województwie warmińsko-mazurskim, w powiecie nidzickim, w gminie Kozłowo.
Nazwa miejscowości została ustalona i wpisana do wykazu urzędowych nazw miejscowości i ich części 1 stycznia 2022 roku.